# Pustoviitivka, Romnî
Pustoviitivka (în ucraineană Пустовійтівка) este localitatea de reședință a comunei Pustoviitivka din raionul Romnî, regiunea Sumî, Ucraina.

## Demografie
Componența lingvistică a localității Pustoviitivka
     Ucraineană (97,28%)
     Rusă (2,56%)
     Alte limbi (0,16%)
Conform recensământului din 2001, majoritatea populației localității Pustoviitivka era vorbitoare de ucraineană (97,28%), existând în minoritate și vorbitori de rusă (2,56%).